# Náměstí Tří kultur
Náměstí Tří kultur (španělsky Plaza de las Tres Culturas) je hlavní náměstí Tlatelolca, čtvrti mexické metropole Ciudad de México. Nachází se 5 km severně od Plaza de la Constitución. Navrhl je urbanista Mario Pani Darqui a bylo slavnostně otevřeno 21. listopadu 1964. Název náměstí odkazuje ke třem etapám mexické historie: nachází se zde pyramida z předkolumbovského období, kostel Santiago Tlatelolco vybudovaný španělskými kolonialisty i moderní bytový komplex Conjunto Urbano Nonoalco Tlatelolco symbolizující rozvoj nezávislého Mexika.
Původně se na místě nacházelo významné indiánské tržiště, kde došlo v srpnu 1521 k rozhodující bitvě, v níž Hernán Cortés porazil Cuauhtémoca. V roce 1536 zde františkáni založili Colegio de la Santa Cruz de Tlatelolco, nejstarší evropskou vysokou školu na americkém kontinentu. V budově bývalého kláštera bylo otevřeno muzeum Caja de Água. Na náměstí se nachází Mexický institut sociálního zabezpečení a Univerzitní kulturní centrum. Ve výškové budově Torre del Tlatelolco sídlilo do roku 2005 mexické ministerstvo zahraničí a 14. února 1967 zde byla podepsána smlouva z Tlatelolca, který vyhlásila Latinskou Ameriku za zónu bez jaderných zbraní.
V roce 1968 se na náměstí konaly velké protivládní demonstrace, kterých se účastnili hlavně studenti Mexické národní autonomní univerzity. Mexický prezident Gustavo Díaz Ordaz nařídil armádě, aby do zahájení Letních olympijských her 1968 obnovila pořádek. Dne 2. října 1968 po šesté hodině večerní zahájili vojáci střelbu do shromážděného davu a nastal proslulý masakr v Tlatelolcu. Podle oficiální zprávy toho dne zahynulo 44 lidí, očití svědkové však odhadli počet obětí na více než tři stovky. V roce 1993 byl na místě odhalen pomník, který nese jména obětí a úryvek z básně, kterou o masakru napsala Rosario Castellanos. Událost připomíná také film Jorgeho Fonse Rojo amanecer.
Na náměstí Tří kultur se také nachází socha Alushe de la muerte, jejímž autorem je Federico Silva.